# Dorte Kjær
Dorte Kjær (* 6. Februar 1964 in Roskilde) ist eine ehemalige dänische Badmintonspielerin.

## Karriere
Dorte Kjær gewann 1988 und 1990 jeweils zwei Goldmedaillen bei den Badminton-Europameisterschaften. Sie war in beiden Fällen sowohl im Doppel mit Nettie Nielsen als auch mit dem dänischen Team erfolgreich. Des Weiteren gewann sie unter anderem die Nordischen Meisterschaften, Denmark Open, Scottish Open und die Norwegian International.

## Sportliche Erfolge
| Saison    | Veranstaltung                                    | Disziplin   | Platz | Name |
| --------- | ------------------------------------------------ | ----------- | ----- | --- |
| 1976/1977 | Dänemark: Einzelmeisterschaften der Junioren U15 | Dameneinzel | 1     | Dorte Kjær, Greve |
| 1977/1978 | Dänemark: Einzelmeisterschaften der Junioren U15 | Damendoppel | 1     | Dorte Kjær, Greve / Annette Bernth, Skovlunde |
| 1977/1978 | Dänemark: Einzelmeisterschaften der Junioren U15 | Mixed       | 1     | Mark Christiansen, Sæby / Dorte Kjær, Greve |
| 1979/1980 | Dänemark: Einzelmeisterschaften der Junioren U17 | Mixed       | 1     | Mark Christiansen, Triton, Aalborg / Dorte Kjær, Greve |
| 1980      | Norwegian International                          | Mixed       | 1     | Kenneth Larsen / Dorte Kjær |
| 1980      | Nordische Juniorenmeisterschaften                | Damendoppel | 1     | Dorte Kjær / Nettie Nielsen |
| 1980      | Europameisterschaft                              | Damendoppel | 3     | Anne Skovgaard / Dorte Kjær |
| 1980/1981 | Dänemark: Einzelmeisterschaft der Amateure       | Damendoppel | 1     | Dorte Kjær, Greve Strand / Nettie Nielsen, Hvidovre BC |
| 1980/1981 | Dänemark: Einzelmeisterschaften der Junioren U19 | Mixed       | 1     | Mark Christiansen, Triton / Dorte Kjær, Greve |
| 1981      | Junioren-Europameisterschaft                     | Damendoppel | 1     | Dorte Kjær / Nettie Nielsen |
| 1981      | Junioren-Europameisterschaft                     | Mixed       | 2     | Mark Christiansen / Dorte Kjær |
| 1981/1982 | Dänemark: Einzelmeisterschaften der Junioren U19 | Damendoppel | 1     | Dorte Kjær, Greve / Nettie Nielsen, Hvidovre |
| 1981/1982 | Dänemark: Einzelmeisterschaften der Junioren U19 | Mixed       | 1     | Mark Christiansen, Triton / Dorte Kjær, Greve |
| 1982      | Norwegian International                          | Dameneinzel | 1     | Dorte Kjær |
| 1982      | Nordische Juniorenmeisterschaften                | Mixed       | 1     | Mark Christiansen / Dorte Kjær |
| 1982      | Norwegian International                          | Damendoppel | 1     | Jane Pedersen / Dorte Kjær |
| 1982      | Europameisterschaft                              | Damendoppel | 3     | Dorte Kjær / Nettie Nielsen |
| 1982/1983 | Dänemark: Einzelmeisterschaften                  | Damendoppel | 1     | Nettie Nielsen, Hvidovre BC / Dorte Kjær, Greve Strand |
| 1982/1983 | Dänemark: Einzelmeisterschaft der Amateure       | Damendoppel | 1     | Nettie Nielsen, Hvidovre BC / Dorte Kjær, Greve Strand |
| 1983      | Northumberland International                     | Damendoppel | 1     | Dorte Kjær / Nettie Nielsen |
| 1984      | Nordische Meisterschaften                        | Damendoppel | 1     | Dorte Kjær / Kirsten Larsen |
| 1984      | Europameisterschaft                              | Damendoppel | 3     | Dorte Kjær / Kirsten Larsen |
| 1984      | Nordische Meisterschaften                        | Mixed       | 1     | Jesper Helledie / Dorte Kjær |
| 1984/1985 | Dänemark: Einzelmeisterschaften                  | Damendoppel | 1     | Nettie Nielsen, Hvidovre BC / Dorte Kjær, Greve Strand |
| 1985      | Nordische Meisterschaften                        | Damendoppel | 1     | Dorte Kjær / Nettie Nielsen |
| 1985      | Scottish Open                                    | Damendoppel | 1     | Dorte Kjær / Nettie Nielsen |
| 1985/1986 | Dänemark: Einzelmeisterschaften                  | Damendoppel | 1     | Nettie Nielsen, Hvidovre BC / Dorte Kjær, Greve Strand |
| 1986      | Europameisterschaft                              | Damendoppel | 2     | Dorte Kjær / Nettie Nielsen |
| 1986      | Nordische Meisterschaften                        | Damendoppel | 1     | Dorte Kjær / Nettie Nielsen |
| 1986      | Scottish Open                                    | Damendoppel | 1     | Dorte Kjær / Nettie Nielsen |
| 1986/1987 | Dänemark: Einzelmeisterschaften                  | Mixed       | 1     | Nettie Nielsen, Hvidovre BC / Dorte Kjær, Greve Strand |
| 1987      | Nordische Meisterschaften                        | Damendoppel | 1     | Dorte Kjær / Nettie Nielsen |
| 1987      | Thailand Open                                    | Mixed       | 2     | Henrik Svarrer / Dorte Kjær |
| 1987      | Carlton-Intersport-Cup                           | Mixed       | 1     | Henrik Svarrer / Dorte Kjær |
| 1987/1988 | Dänemark: Einzelmeisterschaften                  | Damendoppel | 1     | Dorte Kjær, Greve Strand BK / Nettie Nielsen, Hvidovre BC |
| 1988      | Europameisterschaft                              | Mannschaft  | 1     | Dänemark (Kirsten Larsen, Jens Peter Nierhoff, Michael Kjeldsen, Dorte Kjær, Nettie Nielsen, Steen Fladberg, Morten Frost, Christine Bostofte, Jan Paulsen, Henrik Svarrer) |
| 1988      | Europameisterschaft                              | Mixed       | 3     | Henrik Svarrer / Dorte Kjær |
| 1988      | Europameisterschaft                              | Damendoppel | 1     | Dorte Kjær / Nettie Nielsen |
| 1988      | Nordische Meisterschaften                        | Damendoppel | 1     | Dorte Kjær / Nettie Nielsen |
| 1988/1989 | Dänemark: Einzelmeisterschaften                  | Mixed       | 1     | Henrik Svarrer, Hvidovre BC / Dorte Kjær, Greve Strand BK |
| 1989      | Chinese Taipei Open                              | Mixed       | 1     | Henrik Svarrer / Dorte Kjær |
| 1989/1990 | Dänemark: Einzelmeisterschaften                  | Damendoppel | 1     | Nettie Nielsen, Hvidovre BC / Dorte Kjær, Greve Strand |
| 1990      | Europameisterschaft                              | Mannschaft  | 1     | Dänemark (Jon-Holst Christensen, Mogensen, Morten Frost, Dorte Kjær, Nettie Nielsen, Pernille Nedergaard, Olsen, Henrik Svarrer, Jan Paulsen, Poul-Erik Hoyer Larsen)       |
| 1990      | German Open                                      | Damendoppel | 1     | Dorte Kjær / Lotte Olsen |
| 1990      | Denmark Open                                     | Damendoppel | 1     | Lotte Olsen / Dorte Kjær |
| 1990      | All England                                      | Mixed       | 3     | Michael Kjeldsen / Dorte Kjær |
| 1990      | Nordische Meisterschaften                        | Damendoppel | 1     | Dorte Kjær / Lotte Olsen |
| 1990      | Europameisterschaft                              | Damendoppel | 1     | Dorte Kjær / Nettie Nielsen |
| 1990/1991 | Dänemark: Einzelmeisterschaften                  | Damendoppel | 1     | Dorte Kjær, Greve Strand / Lotte Olsen, Kastrup-Magleby |
| 2001/2002 | Dänemark: Seniorenmeisterschaften 35+            | Damendoppel | 1     | Charlotte Dew-Hattens / Dorte Kjær, Gentofte |